# Meenakshi Thapar
Meenakshi Thapar (ur. 4 października 1984 w Dehradun, zm. 19 kwietnia 2012 w Gorakhpur) – bollywoodzka aktorka.

## Życiorys
Thapar urodziła się 4 października 1984 roku w Dehradun. Zadebiutowała w 2011 roku w horrorze 404.
W kwietniu 2012 roku, podczas kręcenia filmu Heroine Minakshi została porwana przez swoich kolegów z planu Amita Jaiswala i jego dziewczynę Preeti Surin. Cała trójka poznała się na filmowym planie. Meenakshi była gwiazdą tej produkcji. Jej porywacze grali w niej drugoplanowe role. Aktorka została porwana poprzez zwabienie jej na spacer na odludziu niedaleko granicy Indii i Nepalu. Po porwaniu dziewczyny aktorzy-bandyci zażądali okupu od rodziny ofiary - 1,5 miliona rupii i zagrozili, że w przeciwnym razie zmuszą Minakshi do udziału w filmie pornograficznym. Na początek dostali 60 tys. rupii, czyli ok. 3600 zł, od matki aktorki. Wyczyścili też konto aktorki (mieli jej kartę kredytową). Koledzy początkowo porwali ją dla okupu, jednak potem, w obawie by ich nie wydała, udusili ją, ścieli jej głowę i poćwiartowali jej ciało. Większość wrzucili do pobliskiego zbiornika wodnego. Głowę wsadzili do reklamówki i pozbyli się jej na autostradzie z autobusu jadącego do Bombaju. Wpadli, gdyż użyli karty SIM, którą wyciągnęli z telefonu Thapar, przyznali się do zbrodni i czekają teraz na proces. Według ich zeznań, zbrodnia, której dokonali, została skopiowana z horroru 404, w którym Thapar zadebiutowała. 

## Filmografia
- 2011: 404
- 2012: Heroine